# St. Jürgen (Kehdingbruch)

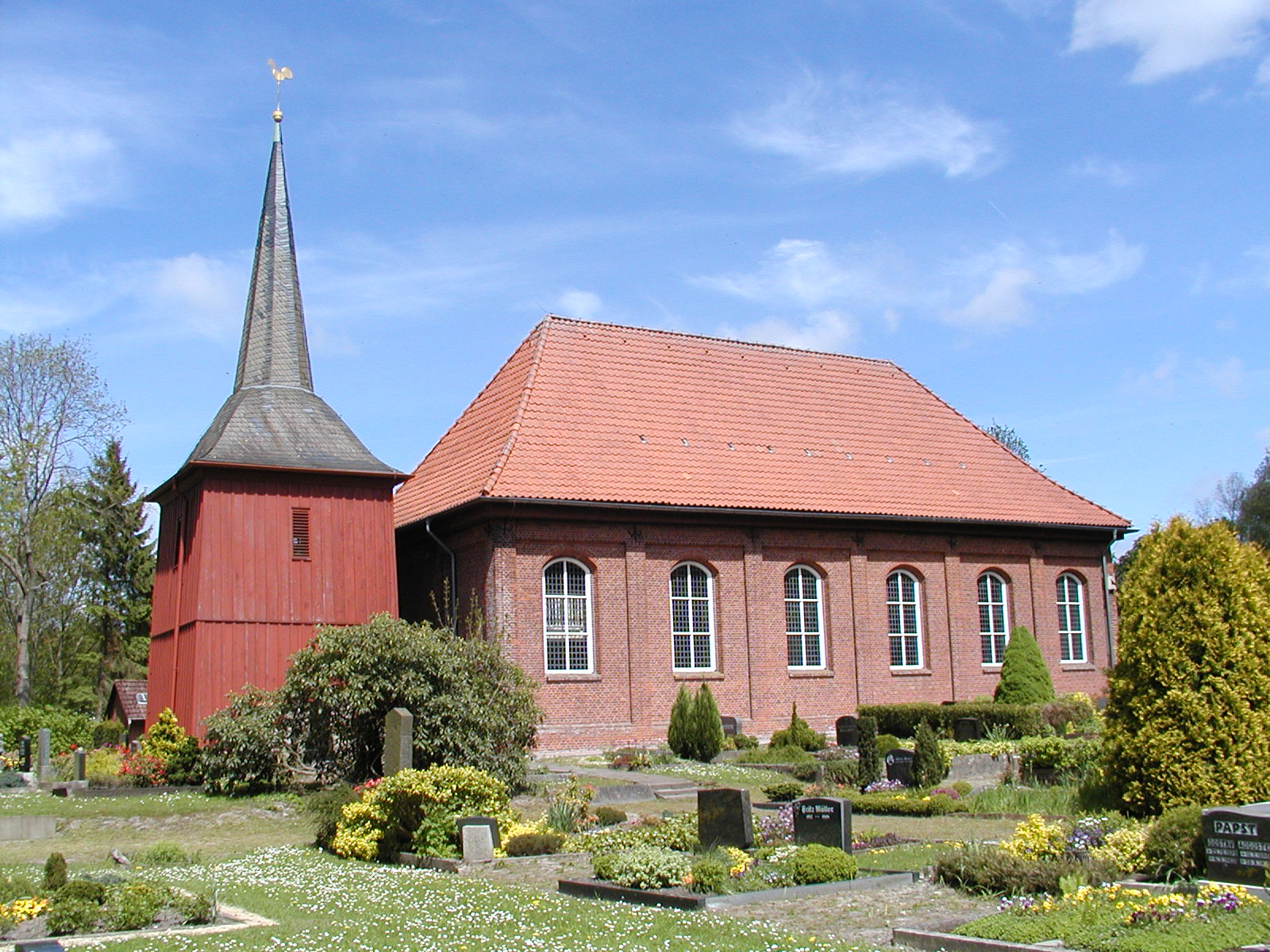
St. Jürgen

Die evangelisch-lutherische denkmalgeschützte Kirche St. Jürgen steht auf dem Kirchfriedhof von Kehdingbruch, einem Ortsteil der Gemeinde Belum im Landkreis Cuxhaven von Niedersachsen. Die Kirchengemeinde gehört zum Kirchenkreis Cuxhaven-Hadeln im Sprengel Stade der Evangelisch-lutherischen Landeskirche Hannovers.

## Beschreibung
Die rechteckige Saalkirche mit sechs Achsen wurde 1745 aus Backsteinen erbaut. Der freistehende Glockenturm, der mit einem spitzen schiefergedeckten Helm bedeckt ist, stammt bereits aus dem 17. Jahrhundert. In ihm hängt eine Kirchenglocke, die 1526 gegossen wurde. Die Wände des mit einem Walmdach bedeckten Kirchenschiffs haben segmentbogige Fenster und sind mit Lisenen gegliedert. 
Im schlichten Innenraum steht ein Kanzelaltar von 1754, der mit Pilastern gegliedert und mit Rankenwerk geschmückt ist. Auf der Empore im Westen steht eine kleine Orgel mit 16 Registern, verteilt auf ein Manual und das Pedal, die 1817 von Johann Georg Wilhelm Wilhelmy gebaut und von Alfred Führer restauriert wurde.